# 黄花水八角
黄花水八角（学名：Gratiola griffithii）为玄参科水八角属下的一个种。